# III. Alfonz aragóniai király
III. (Pártatlan) Alfonz (Valencia, 1265. november 4. – Barcelona, 1291. június 18.) aragóniai király 1285-től haláláig.

## Élete
III. Péter fiaként született, és édesapja halála után lépett a trónra. Jó szándékú, de gyenge királyként sikertelen alkotmányjogi vitákba keveredett az aragóniai nemesekkel. 1287-ben arra kényszerítették, hogy megadja az ún. "Privilegio de la Unión"-t, amelynek alapján számos fontos királyi előjog a bárók kezébe került. Alfonz fiatalon halt meg, és utóda az 1285 óta már szicíliai királyként uralkodó fivére, II. Jakab lett.